# Burg Liebenstein (Rheintal)
Burg Liebenstein, auch Levenstein genannt, ist die Ruine einer Höhenburg. Die Burg bildet zusammen mit der 200 Meter entfernten Burg Sterrenberg die so genannten „feindlichen Brüder“ auf der rechten Rheinseite bei Kamp-Bornhofen im Mittelrheintal in Rheinland-Pfalz. Der rechtsrheinische Wanderweg Rheinsteig führt über die Burg Liebenstein. Von dort besteht eine gute Aussicht in das Rheintal mit Bad Salzig.
Seit 2002 ist die Burg Liebenstein Teil des UNESCO-Welterbes Oberes Mittelrheintal, des Weiteren ist sie ein geschütztes Kulturgut nach der Haager Konvention.
Die Burg Liebenstein ist die höchstgelegene Burg am Mittelrhein.

## Geschichte
Die Burg wurde vermutlich im 13. Jahrhundert als Vorwerk zur Burg Sterrenberg gebaut. Beide Burgen waren Lehen der Herren von Bolanden. Albrecht von Löwenstein, Ehemann der Luccardis von Bolanden, ließ diese Vorburg in den Jahren 1284 bis 1290 ausbauen gegen deren Onkel Werner VI. von Bolanden auf Burg Sterrenberg, der seiner Nichte diesen Besitz streitig machen wollte.
1294 und 1295 verpfändete Heinrich I. von Sponheim-Bolanden erst die eine, dann auch die andere Hälfte der Burg an die Herren Ritter Siegfried Schenk von Sterrenberg und Ludwig von Sterrenberg, Burgmannen auf der Nachbarburg. Diese nannten sich nunmehr „von Liebenstein“. Während Burg Sterrenberg von Kurtrier eingenommen wurde, blieb Burg Liebenstein als Ganerbenburg im Familienbesitz. Es erfolgten weitere Ausbauten (1363 Torturm, um 1380 Wehrturm). Im 14. oder 15. Jahrhundert wurde auch der Haupt-Wohnturm errichtet. In der Folgezeit lebten bis zu zehn Erbparteien auf der Burg, die alle ihre eigenen Wehrtürme und Wohnbauten errichteten. Diese Struktur ist heute noch erkennbar.
Im 14. Jahrhundert wurde auf Burg Sterrenberg von Kurtrier die zweite Schildmauer als so genannte „Streitmauer“, wohl gegen Burg Liebenstein gerichtet, erbaut – dies ist der historische Kern der Sage von den „Feindlichen Brüdern“.
1529 war die Burg so weit verfallen, dass sie unbewohnbar war. Zu den bedeutenden Lehensträgern gehört Franz Friedrich von Liebenstein, Hofmeister, Oberamtmann und oberster Befehlshaber der Stadt und Burg Saarbrücken, der 1596 nach seinem Tod in Osterspai in der Stiftskirche Sankt Arnual beigesetzt wurde. 1637 ging sie nach Aussterben der Liebensteiner an den Kurmainzer Kanzler Gerhard von Waldenburg über. Als Karl Freiherr von Waldenburg gen. Schenkern kinderlos blieb, wurde Georg Ernst Ludwig von Preuschen von und zu Liebenstein, „fürstlich Oranien-Nassauer geheimer Rat und Regierungspräsident“ zu Dillenburg, 1783 durch das fürstliche Gesamthaus Nassau mit der reichsunmittelbaren Burg Liebenstein und dem Dorf Osterspai belehnt. Nachfolgend wurde Liebenstein in zwei Fideikommiss-Stiftungenen der Familie von Preuschen aufgeteilt. Bekanntester Vertreter des 2. Astes war Ludwig von Preuschen. Sein zweitältester Sohn Rudolf Freiherr von Preuschen von und zu Liebenstein ließ in den Jahren 1977 und 1978 umfangreiche Restaurierungsarbeiten vornehmen. Der Haupt-Wohnturm und dessen Anbau werden heute als Restaurant und Hotel genutzt.

## Sage
Zur Sage der „feindlichen Brüder“ gibt es mehrere Versionen. Als gesichert gilt, dass es hier nie zur Auseinandersetzung mit Waffen kam. Die Sage ist Thema des Gedichts Zwei Brüder von Heinrich Heine im Buch der Lieder.

## Heutige Anlage
Man betritt die Burg, zugänglich über eine schmale steile Fahrstraße mit nur wenigen Parkplätzen vor dem Eingang, von Süden; westlich (rheinseitig) sind die Reste eines Wehrturms erhalten, östlich die Ruine eines kleineren Wohnturms (in Privatbesitz), von einer massiven Mantelmauer umgeben.
Das dominierende Bauwerk ist der 17 Meter hohe Wohnturm aus dem 14. oder 15. Jahrhundert an der Nordseite der Anlage, an den im 17. oder 18. Jahrhundert ein Giebelhaus angebaut wurde. Der Turm verfügt über einen nahezu quadratischen Grundriss und sieben Stockwerke. In diesem Komplex befinden sich heute das Restaurant mit Burggarten und Aussichtsterrasse sowie das Hotel mit Zimmern zur Rheinseite, im 21. Jahrhundert mit Stilmöbeln neu eingerichtet.
Im Inneren der Burganlage ragt zentral ein begehbarer Schieferfelsblock heraus, auf dem sich die Ruine des rechteckigen Bergfrieds erhebt.
Mauern mit vorgelagertem Graben und ein kleiner Rest eines weiteren Wohnturms begrenzen den Burghof rheinseitig. Auch zur Nachbarburg gab es im Mittelalter eine Sicherung mit Mauer und Graben. Vor der Nordmauer finden sich die Reste einer Geschützstellung.

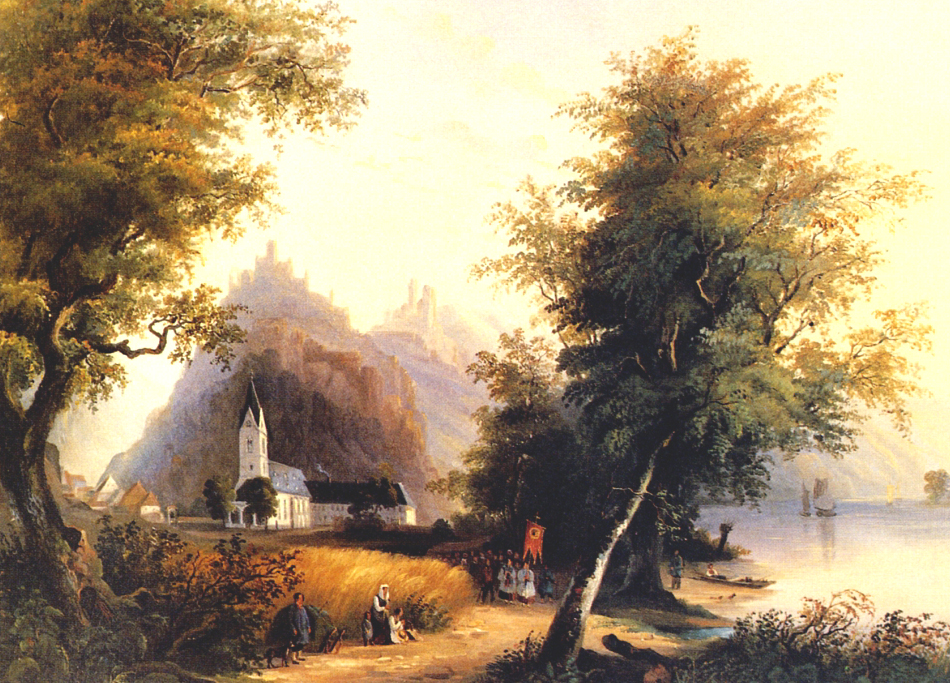
Ölgemälde „Die feindlichen Brüder bei Bornhofen am Rhein mit Kloster und Dorfansicht“ von dem 21-jährigen Karl Bodmer. Um 1830, Privatbesitz. Das Bild zeigt das ehemalige Kapuzinerkloster mit der Wallfahrtskirche von Bornhofen, eine Prozession, den Rhein und die Burgen Sterrenberg und Liebenstein

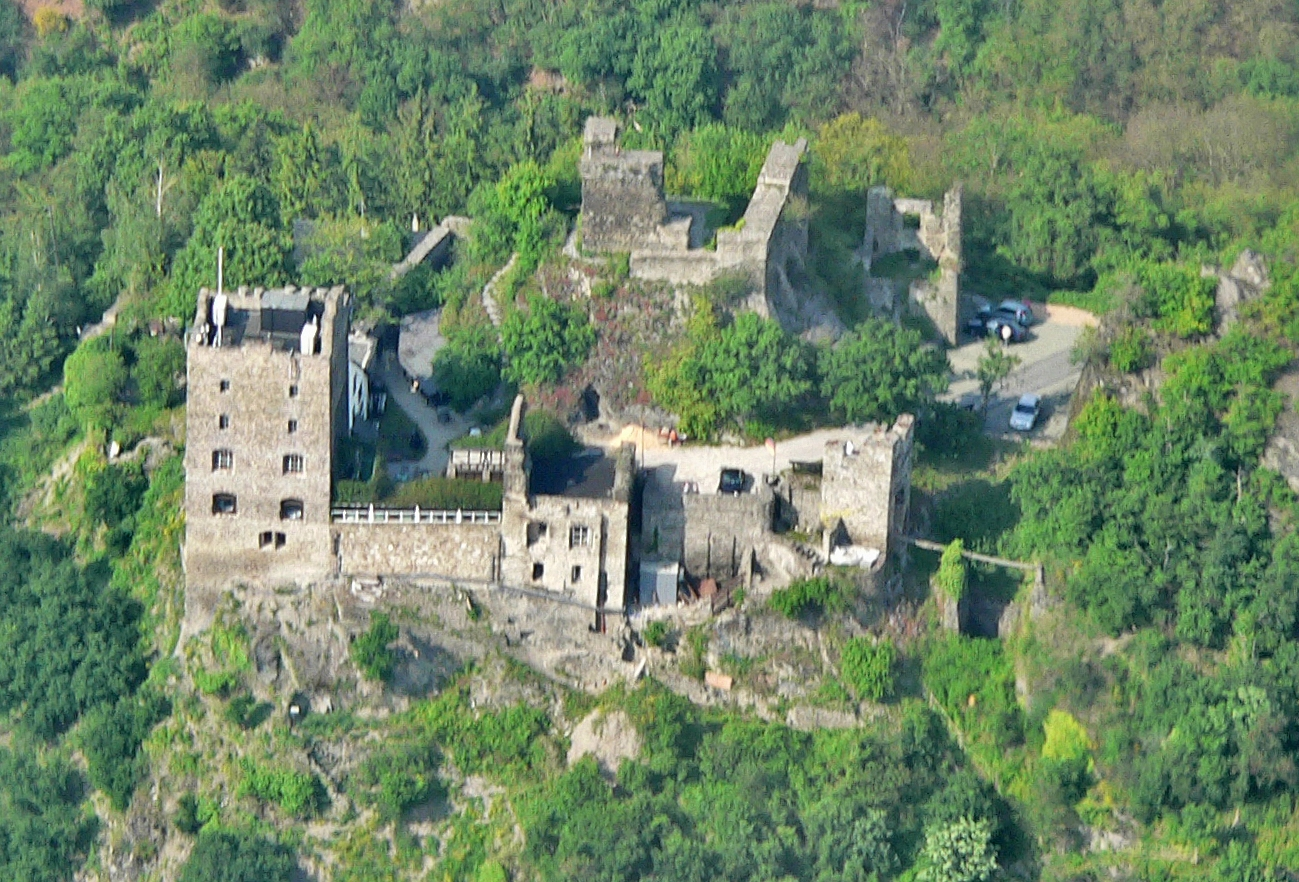
Luftaufnahme Burg Liebenstein, 2005
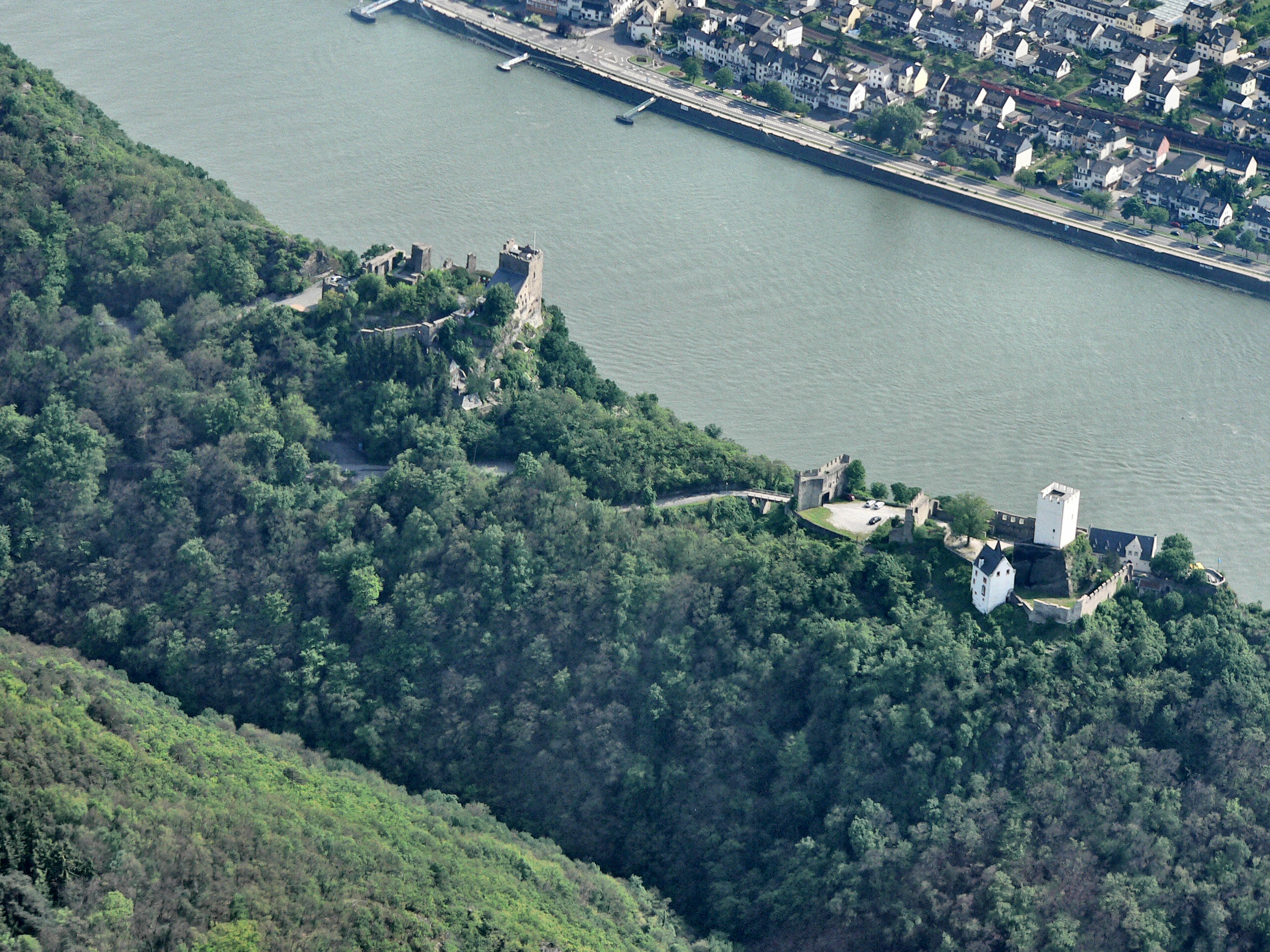
Die „feindlichen Brüder“
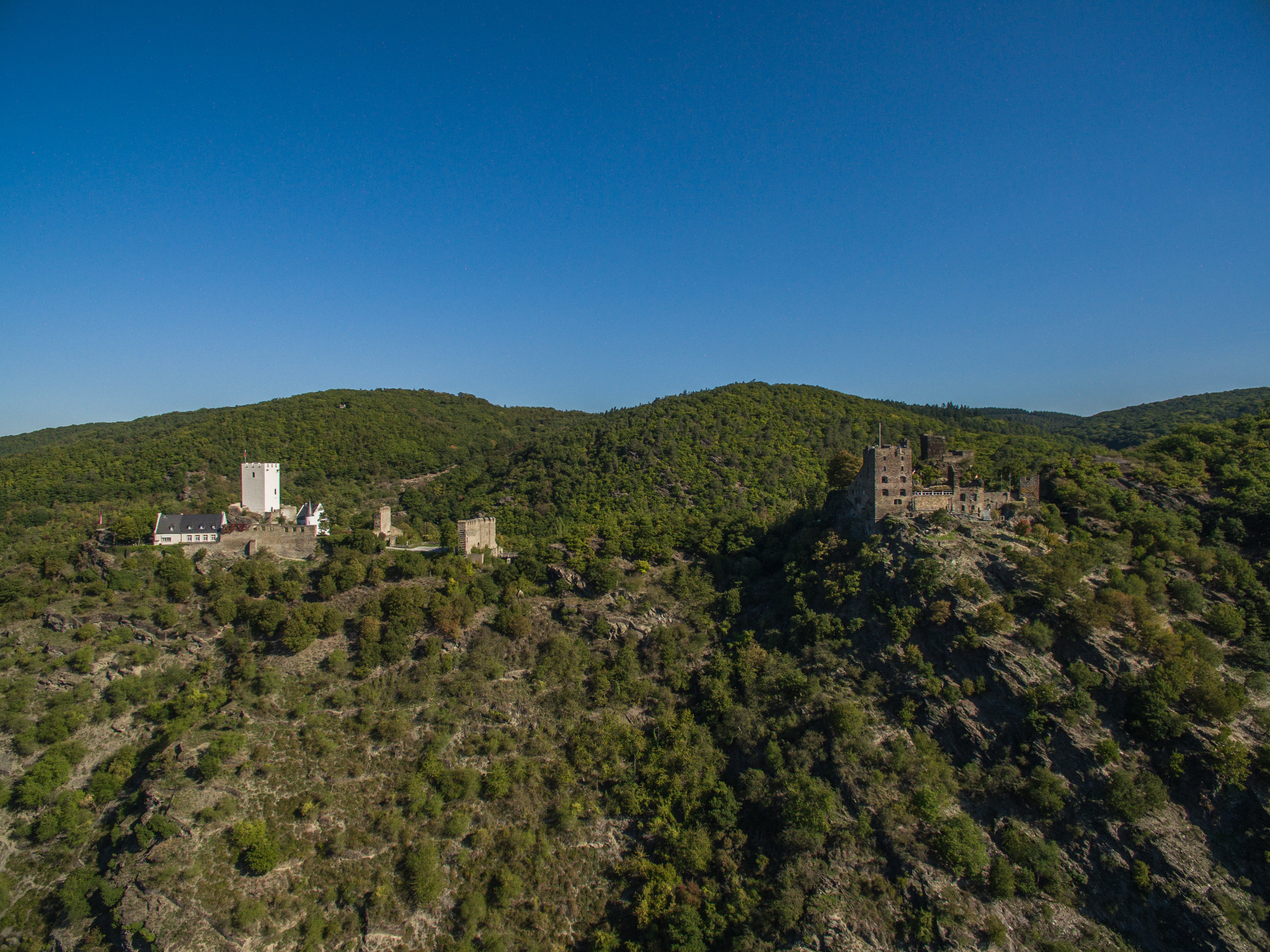
Die „feindlichen Brüder“
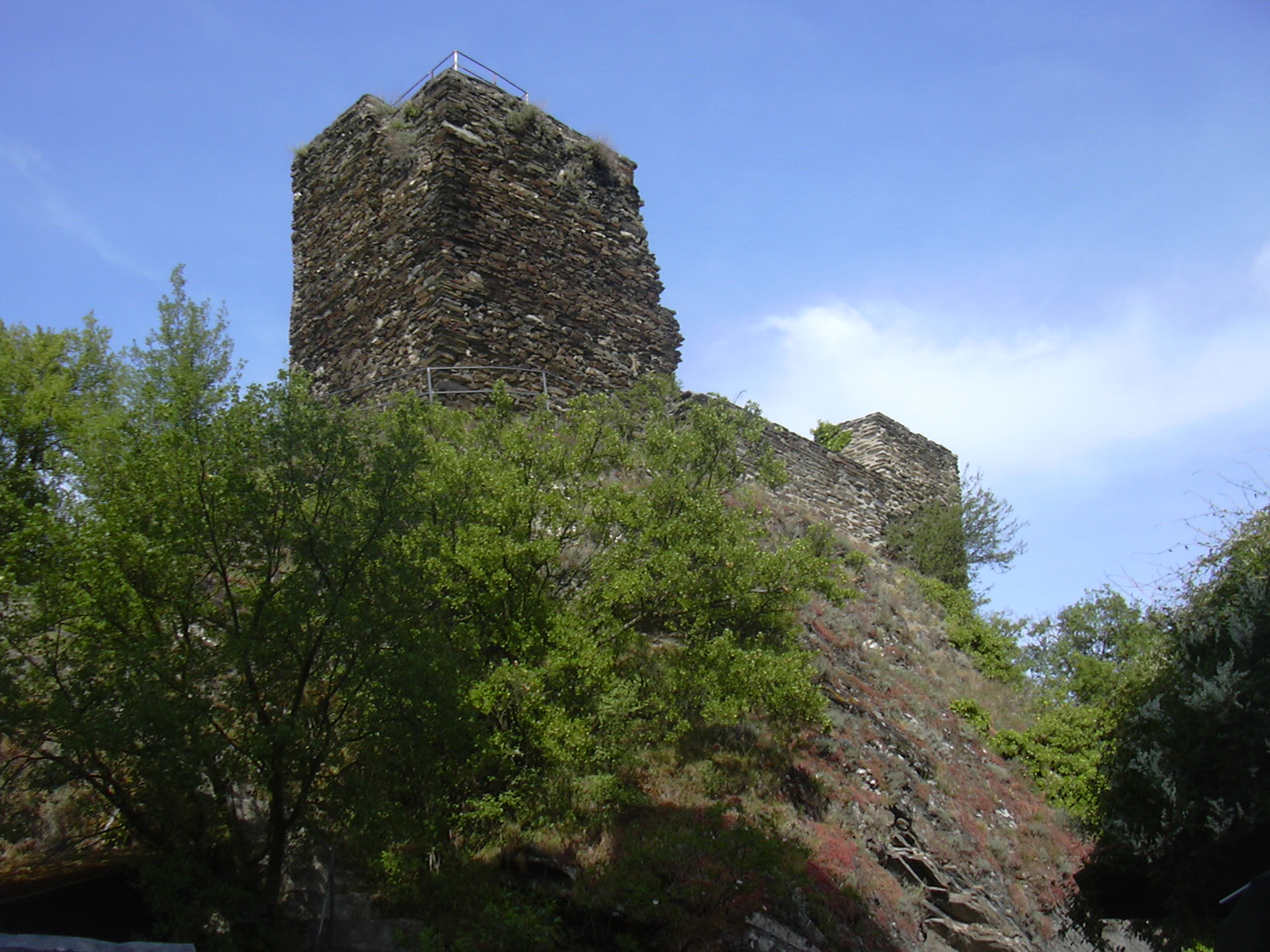
Bergfried auf steilem Schieferfelsen